# Землетрясение в Лос-Анджелесе (1994)

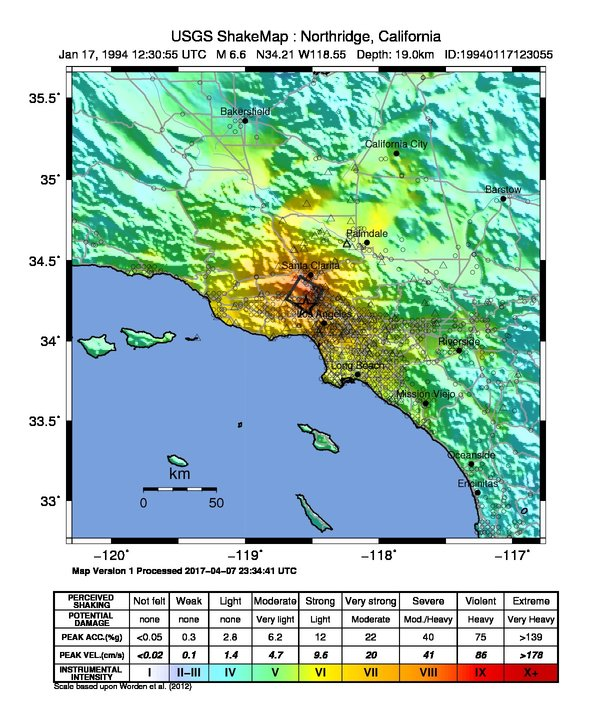
Карта воспринимаемой интенсивности землетрясения

Магнитуда землетрясения 1994 года

Землетрясение в Лос-Анджелесе, также известное как «Нортриджское землетрясение», «Землетрясение в Нортридже», англ. «Northridge earthquake» — разрушительное землетрясение магнитудой 6,7 (Mw), произошедшее 17 января 1994 года в 4:30:55 (PST, 12:30:55 UTC) в долине Сан-Фернандо, одном из регионов округа Лос-Анджелес (США). В этот день в США отмечался День Мартина Лютера Кинга и этот день был выходным. Эпицентр землетрясения располагался в 1 км к юго-юго-востоку от района Ресида.
Землетрясение ощущалось на большей части южной Калифорнии, а также в Терлоке, Лас-Вегасе (Невада), Ричфилде (Юта) и Энсенаде (Мексика).
В округах Лос-Анджелес, Вентура, Ориндж и Сан-Бернардино погибло шестьдесят человек, более 7000 человек получили ранения, 20 000 человек остались без крова, более 40 000 зданий были повреждены. По предварительным оценкам ущерб составил от 13 до 50 миллиардов долларов США. По сумме причинённого ущерба землетрясение 1994 года в Лос-Анджелесе стало рекордным в истории США и по разным оценкам вошло в пятёрку самых разрушительных стихийных бедствий США.

## Основной сейсмический удар
Землетрясение произошло в долине Сан-Фернандо, в 31 км к северо-западу от Лос-Анджелеса, в районе Ресида. Несмотря на это, землетрясение стало известно как «Нортриджское», так как первоначально предполагалось, что эпицентр находился в районе Нортридж. Точное определение эпицентра (в районе Ресида) произошло через несколько дней. Землетрясение произошло практически в том же регионе, что и Землетрясение в Сан-Фернандо (1971).
Национальный центр геофизических данных определил гипоцентр землетрясения в координатах 34°12′47″ с. ш. 118°32′13″ з. д., на глубине 18,2 километров. Землетрясение произошло в неизвестном ранее разломе, позднее получившим название Нортриджского слепого надвига, который также известен как разлом Пико (англ. Pico thrust fault). В некоторых существовавших ранее разломах произошли незначительные подвижки горных пород во время основного удара, а во время мощных афтершоков и наведённых землетрясений образовались новые разломы.
Подземные толчки продолжались около 10—20 секунд. Максимальное ускорение грунта достигало значений в 1,8g (16,7 м/с2). Такое ускорение стало самым большим за всё время инструментальных наблюдений и фиксации в городских районах Северной Америки. Пиковая скорость грунта, зарегистрированная на станции Ринальди, составила 183 см/с (6,59 км/ч), наибольшая из когда-либо зарегистрированных.
Максимальное зарегистрированное ускорение превысило 1,0g на некоторых участках в районе эпицентра, причём наибольшее значение 1,8g зарегистрировано в районе Тарзана, примерно в 7 км к югу от эпицентра. Максимальный подъём грунта составил около 15 см. Он произошёл в горах Санта-Сусана. В горных районах произошли оползни, заблокировавшие некоторые дороги. Трещины на земле были обнаружены в районе Гранада-Хилз и в каньоне Потреро. Небольшое разжижение грунтов произошло в Сими-Валли и в некоторых других частях бассейна Лос-Анджелеса.

## Афтершоки
Два афтершока магнитудой 6,0 произошли вслед за землетрясением: первый через минуту после главного толчка, второй — через 11 часов. Это были сильнейшие афтершоки среди нескольких тысяч афтершоков, последовавших за основным землетрясением.

## Разрушения и жертвы
В округах Лос-Анджелес, Вентура, Ориндж и Сан-Бернардино погибло шестьдесят человек, от 7000 до 8700 человек получили ранения, в том числе 1600 человек нуждались в госпитализации. 20 000 человек остались без крова, более 40 000 зданий были повреждены. Серьёзный ущерб был нанесён в долине Сан-Фернандо: максимальная интенсивность землетрясения (IX) наблюдалась в Нортридже и его окрестностях, а также в Шерман-Оукс. Меньший, но всё же значительный ущерб был нанесён зданиям и сооружениям в Филморе, Глендейле, Санта-Кларите, Санта-Монике, Сими-Валли, а также в западном и центральном Лос-Анджелесе. Пожары нанесли дополнительный ущерб в долине Сан-Фернандо, а также в Малибу и Венисе. По предварительным оценкам ущерб составил от 13 до 50 миллиардов долларов США. По сумме ущерба землетрясение 1994 года в Лос-Анджелесе стало самым разрушительным землетрясением в истории США и по разным оценкам вошло в пятёрку самых разрушительных стихийных бедствий США после засухи 1988 года и ураганов: Катрина (2005), Харви (2017), Сэнди (2012), Эндрю (1992), Мария (2017).
Разрушения произошли в радиусе до 125 км от эпицентра землетрясения, при этом наибольший ущерб был причинён на западе долины Сан-Фернандо, а также в городах Санта-Моника, Сими-Валли и Санта-Кларита. Точное число погибших неизвестно, причём в разных источниках указываются оценки от 60 до «более 60», а также 72 погибших. Большинство оценок сходится на 60 погибших. Официальное количество жертв — 57 человек. 33 человека умерли сразу или в течение нескольких дней от полученных травм, а многие умерли от косвенных причин, в том числе от вызванной стрессом остановки сердца. Один случай самоубийства считается связанным с землетрясением, так как, возможно, он был вызван потерей бизнеса в результате стихийного бедствия.

## Вспышка долинной лихорадки
Необычным эффектом землетрясения в Нортридже была вспышка кокцидиоидомикоза (долинной лихорадки) в округе Вентура. Кокцидиоидомикоз — респираторное заболевание, вызываемое диморфными грибами рода Coccidioides. Возбудители кокцидиоидомикоза в сапробной фазе растут и размножаются в почвах США, а также некоторых регионов Центральной и Южной Америки. Кроме того, завозные случаи кокцидиоидомикоза диагностированы во многих странах мира. Было зарегистрировано 203 случая заболевания, три из которых привели к летальному исходу, что составляло примерно в 10 раз больше нормального показателя в первые восемь недель после землетрясения. Это был первый отчёт о такой вспышке после землетрясения, и считается, что споры были перенесены в больших облаках пыли, образовавшихся во время оползней и камнепадов при землетрясении. Большинство случаев произошло в подветренной зоне землетрясения.

## Пострадавшие объекты и инфраструктура

### Здания и сооружения

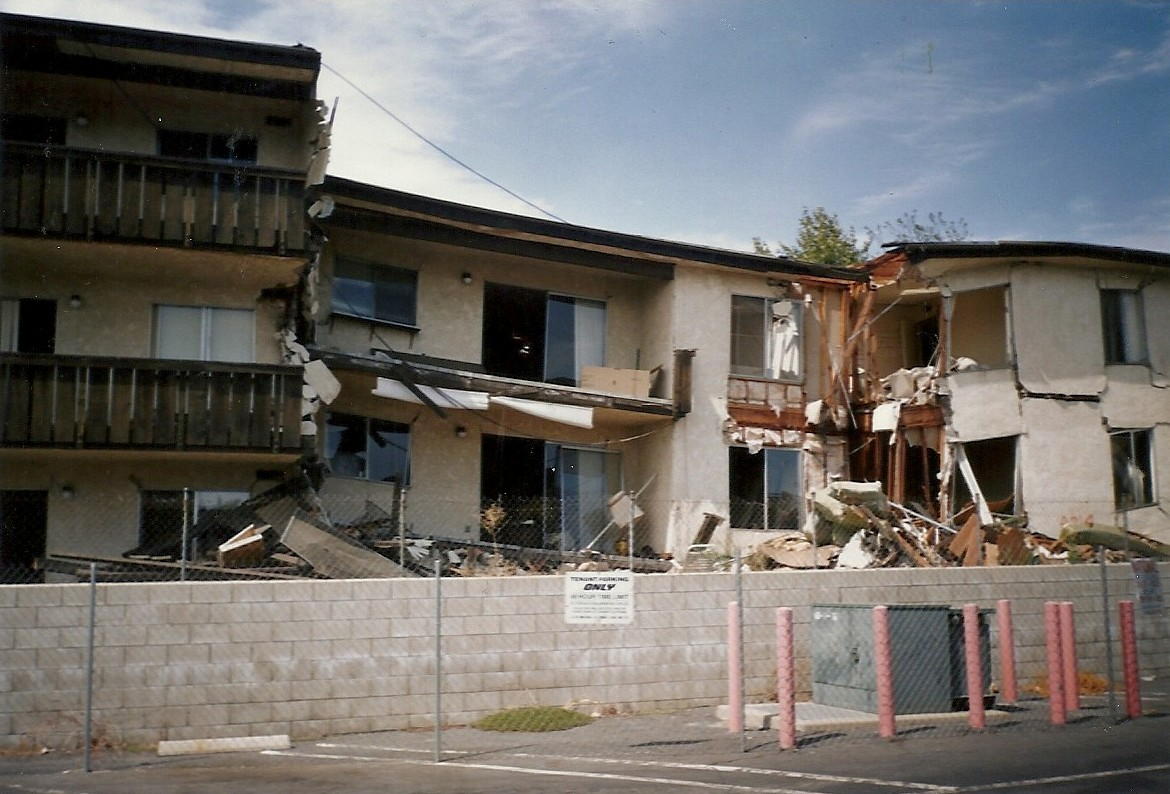
Разрушенное здание Northridge Meadows

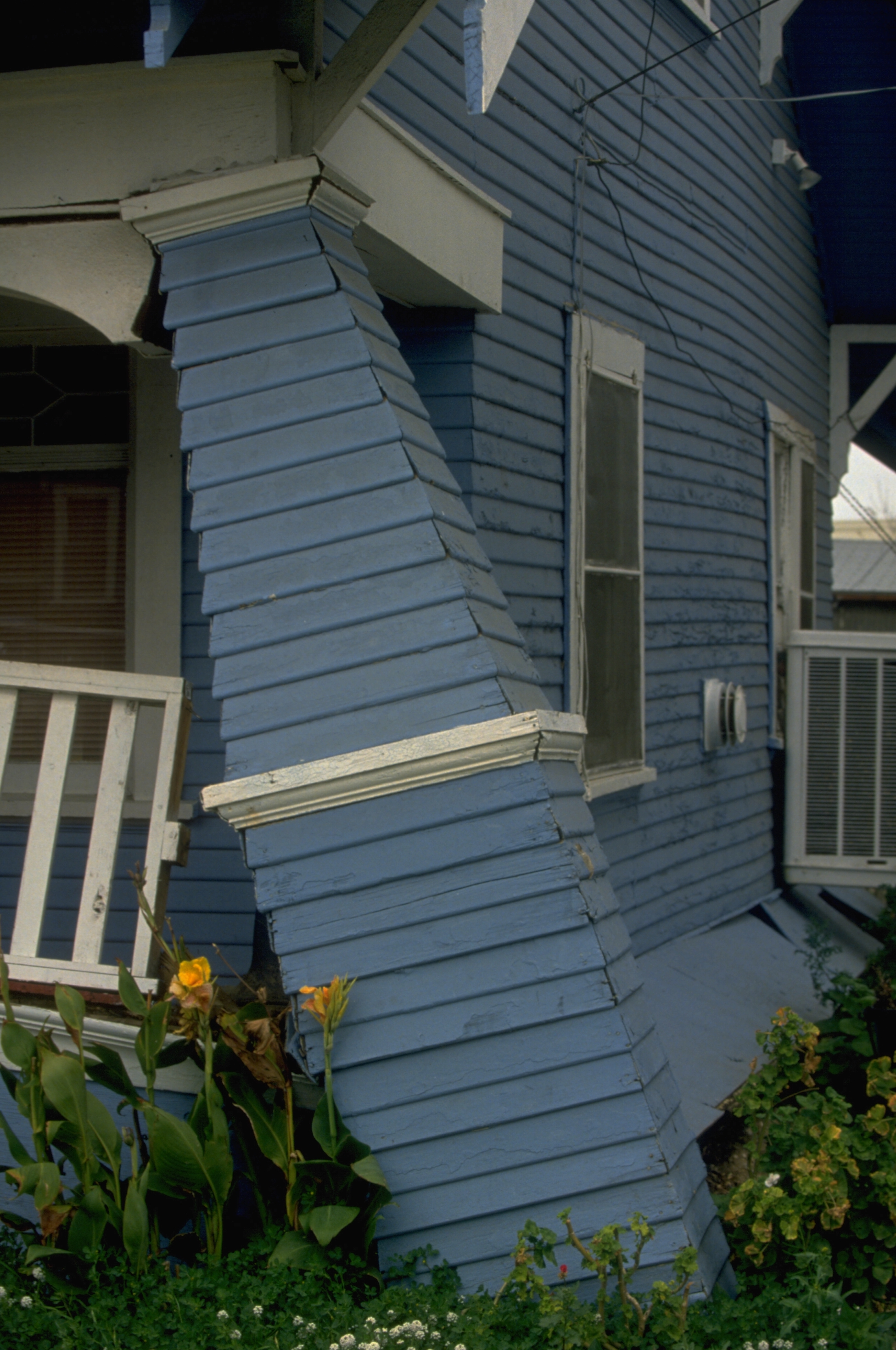
Разрушения в жилом комплексе

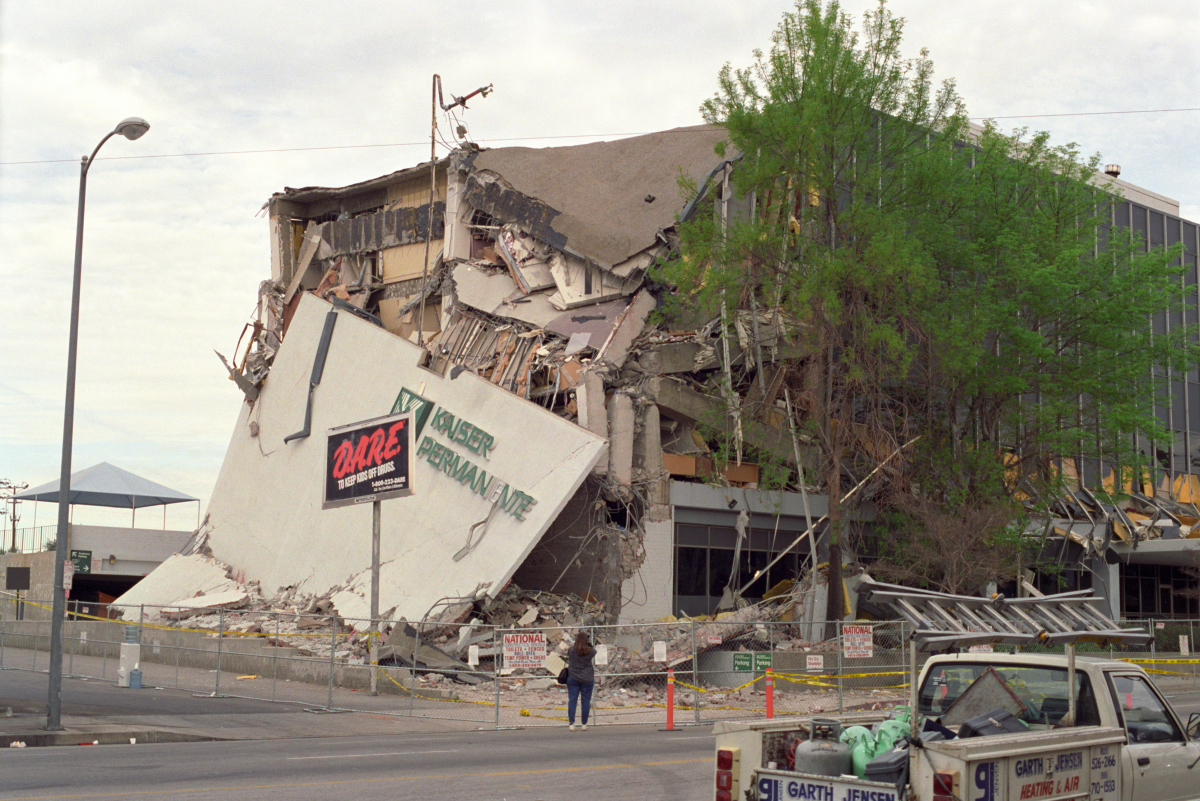
Обрушение фасада здания компании Kaiser Permanente

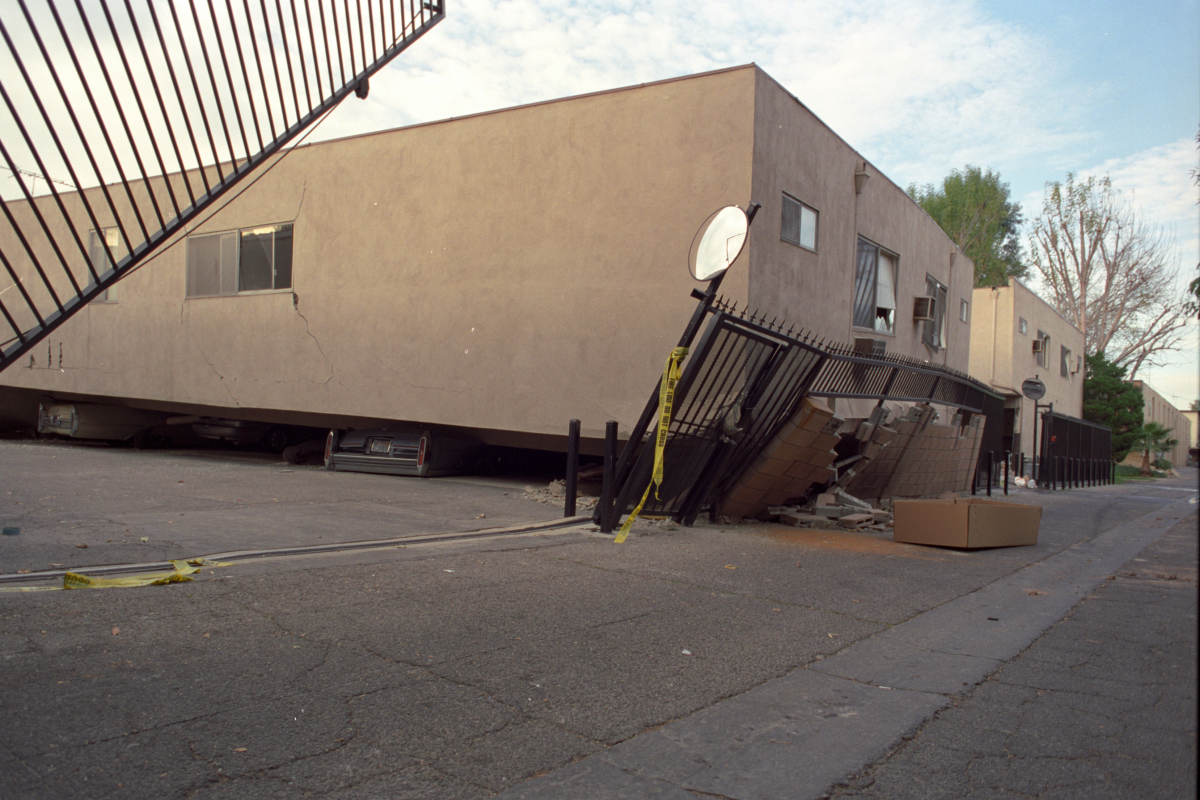
Многоквартирный дом, обрушившийся на машины, припаркованные под ним

Большинство жертв и повреждений произошло в многоэтажных деревянных каркасных зданиях. Так, например, трёхэтажный жилой комплекс апартаментов Northridge Meadows пострадал в результате землетрясения, наряду с другими зданиями и сооружениями. Во время землетрясения в результате обрушения здания погибли 16 человек.
Здания с нестабильным первым этажом (например, с парковочными местами в цокольных этажах) оказались не сейсмостойкими. Так, Центр моды Нортридж получил очень серьёзные повреждения, прежде всего связанные с обрушением подземной парковки.
Многочисленные пожары были вызваны обрывом газопроводов в домах, сдвинувшихся с фундамента, или произошли вследствие падения незакреплённых нагревательных приборов. В долине Сан-Фернандо было разорвано несколько подземных газопроводов и водопроводов, в результате чего на некоторых улицах произошли одновременные пожары и подтопления. Повреждение системы привело к падению давления воды до нуля в некоторых районах; это предсказуемо повлияло на успехи в борьбе с последующими пожарами. Через пять дней было подсчитано, что от 40 000 до 60 000 потребителей по-прежнему не имели централизованного водоснабжения. Пострадали также неармированные каменные здания и дома на крутых склонах. Тем не менее, школьные здания (K-12), которые, согласно законодательству штата Калифорния, должны быть укреплены, в целом перенесли землетрясение довольно неплохо.
Многочисленные музеи Лос-Анджелеса, в том числе здание ар-деко в Голливуде, были закрыты, как и многочисленные городские торговые центры. Ночной клуб Gazzarri's получил серьёзные повреждения и был снесён в 1995 году. Землетрясение нанесло значительный ущерб городу Санта-Моника. Многие многоквартирные жилые дома в Санта-Монике были признаны негодными к эксплуатации. Особенно сильно пострадала область между каньоном Санта-Моника и больницей Святого Иоанна. В этом районе стихия причинила значительный материальный ущерб. Город Санта-Моника оказал помощь арендодателям, занимающимся ремонтом, чтобы жильцы могли вернуться домой как можно скорее.

### Больницы
Одиннадцать больниц получили повреждения или стали непригодными для эксплуатации. Они были не только не в состоянии обслуживать свои районы, но и были вынуждены перевести своих стационарных пациентов в другие медучреждения, что увеличило нагрузку на близлежащие больницы, которые всё ещё работали. В результате законодательный орган штата принял закон, требующий, чтобы все больницы в Калифорнии были обеспечены сейсмостойкими зданиями для отделений неотложной помощи к 1 января 2005 года. Большинство из них не смогли уложиться в этот срок и обеспечили требования законодательства только к 2008/2009 году.

### Индустрия развлечений
Киностудия Universal Studios Hollywood отключила аттракцион «Землетрясение», основанный на фильме 1974 года «Землетрясение». Он был закрыт во второй раз после землетрясения в Лома-Приета. Парки развлечений: Диснейленд, Ягодная ферма Кнотта и Волшебная Гора Шесть флагов были закрыты после землетрясения для инспекций. Все они были спроектированы с учётом землетрясений. Для проведения проверки были закрыты крупные голливудские киностудии, включая Warner Bros., 20th Century Fox, Columbia Pictures, Paramount Pictures, Walt Disney Studios и Universal Studios. Студии звукозаписи Capitol Records и Warner Bros. Records также были закрыты во время землетрясения.
Производство фильмов и телешоу было прервано. Во время землетрясения, в утренние часы 17 января 1994 года, в 6 км от эпицентра землетрясения снимался фильм «Убийство первой степени» (с Кристианом Слэйтером, Кевином Бэконом и Гэри Олдменом). Производство остановилось, так как главный зал суда оказался в руинах. Здание, в котором находился комплекс, было позже признано непригодным для эксплуатации из-за полученных повреждений.
Также в это время снимался эпизод «Прибыли и убытки» сериала «Звёздный путь: Глубокий космос 9». Актёры Армин Шимерман и Эдвард Вили покинули студию Paramount Pictures в гриме и образе Ференги и Кардассианца, соответственно. Съёмки пятого сезона сериала «Сайнфельд» под названием «Пирог» должны были начаться 17 января, но сценические декорации были повреждены. Кроме того, серьёзно пострадала съёмочная площадка сериала ABC «Главный госпиталь», расположенная в Лос-Анджелесе. Съёмочная площадка, которая находилась в телецентре ABC, частично обрушилась и была повреждена водой. Все землетрясения в фильме Уэса Крэйвена «Кошмар на улице Вязов 7: Новый кошмар» были сняты за месяц до землетрясения в Нортридже. Настоящее землетрясение произошло за несколько недель до окончания съемок. Впоследствии операторы фильма были отправлены для съёмок повреждённых землетрясением районов города. Актёры и съёмочная группа первоначально думали, что сцены, которые они сняли ранее, были несколько преувеличены, но после просмотра отснятого материала после землетрясения, они были поражены реалистичностью материала.
Были затронуты также некоторые архивы кино и развлекательных программ. Например, оригинальные 35-миллиметровые негативы ситкома 1960-х годов «My Living Doll» были уничтожены.
В первом и втором эпизодах пятого сезона сериала «Спасатели Малибу» была отражена роль спасателей в ликвидации последствий землетрясения.
Эпизод «Землетрясение! Землетрясение!» мультипликационного сериала «Озорные анимашки» рассказывает о землетрясении 17 января 1994 года в Лос-Анджелесе.

### Транспорт

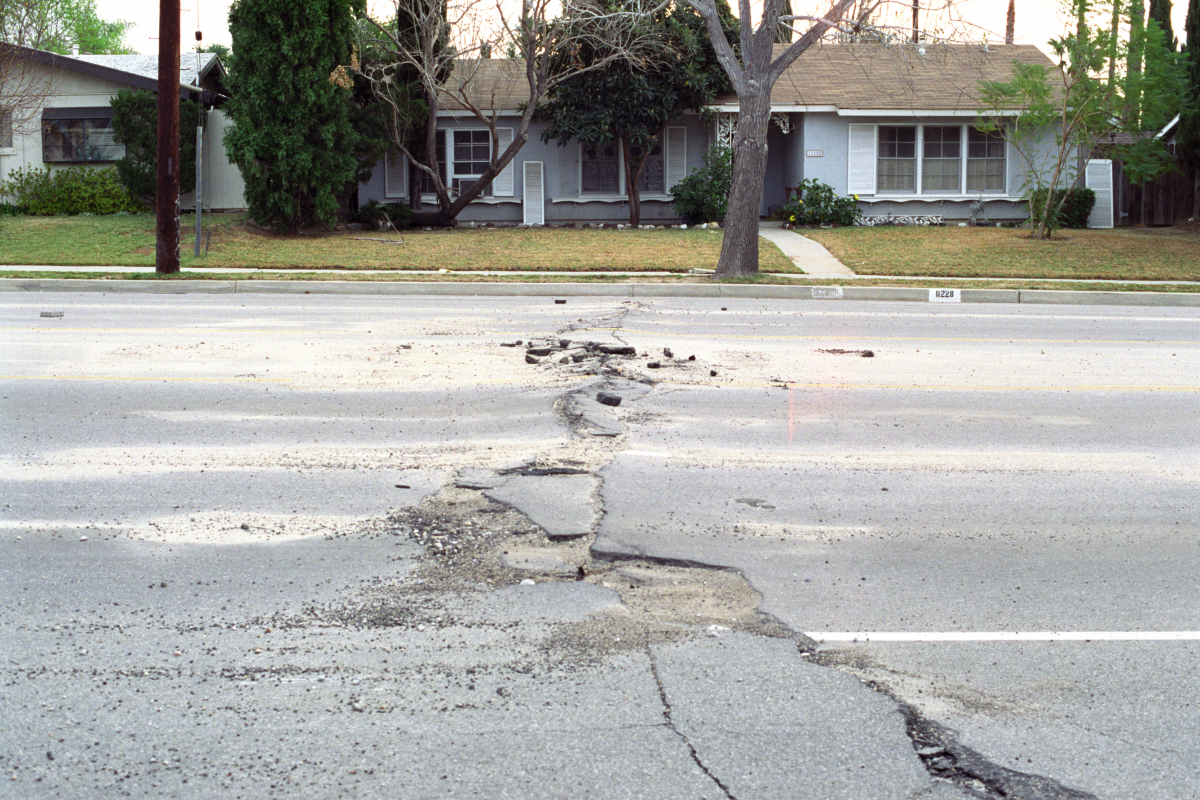
Разрушения дорожного покрытия

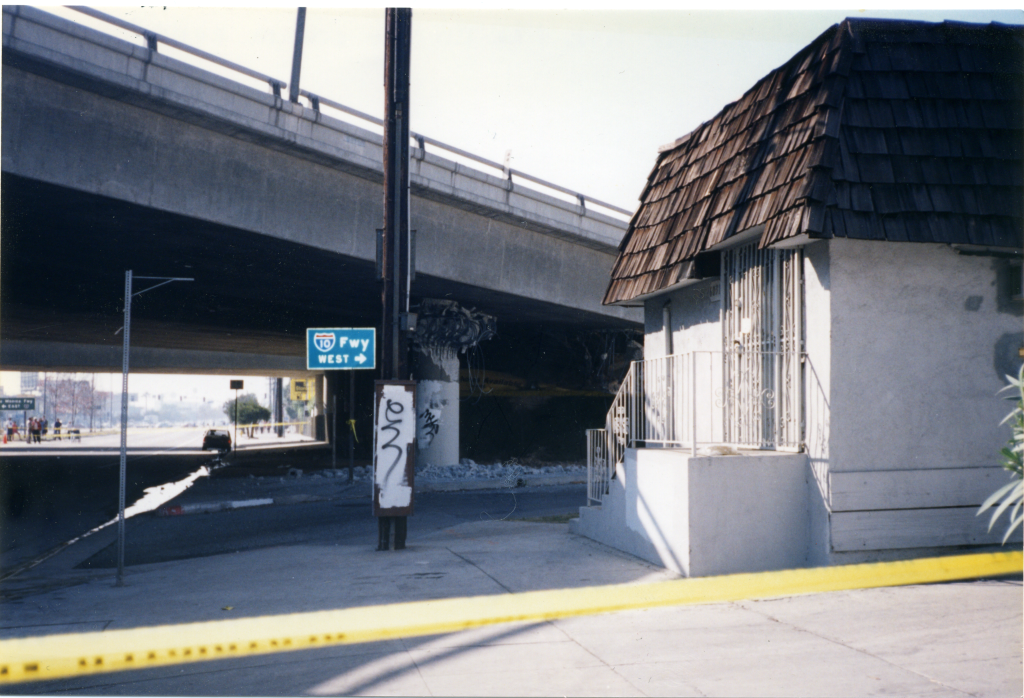
Разрушенная опора (в центре) межштатной магистрали I-10

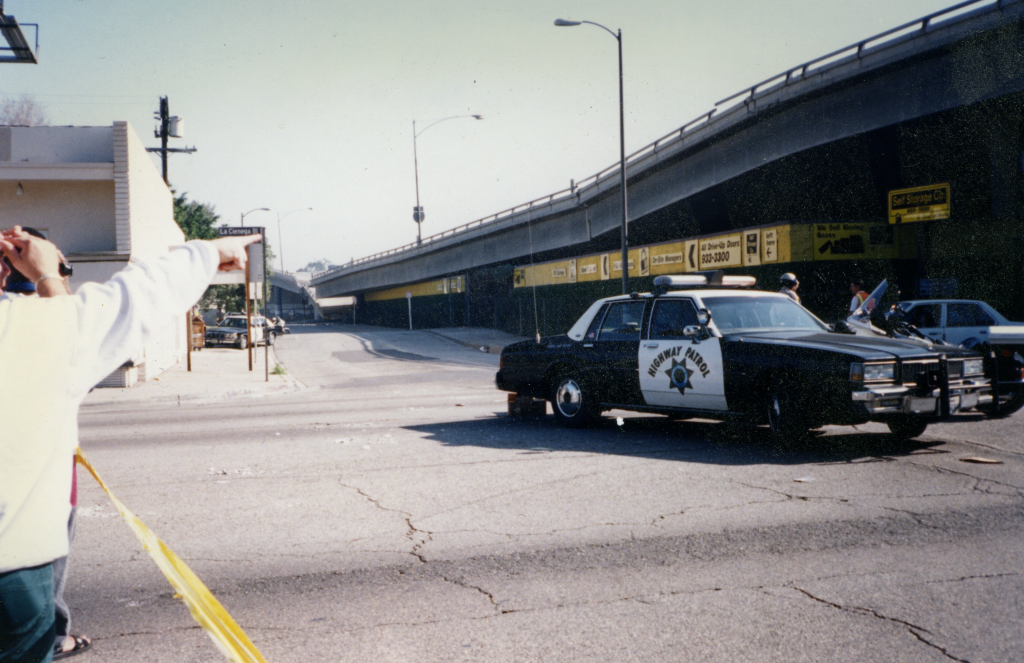
Обрушившаяся и провисшая секции эстакады (слева от полицейского автомобиля)

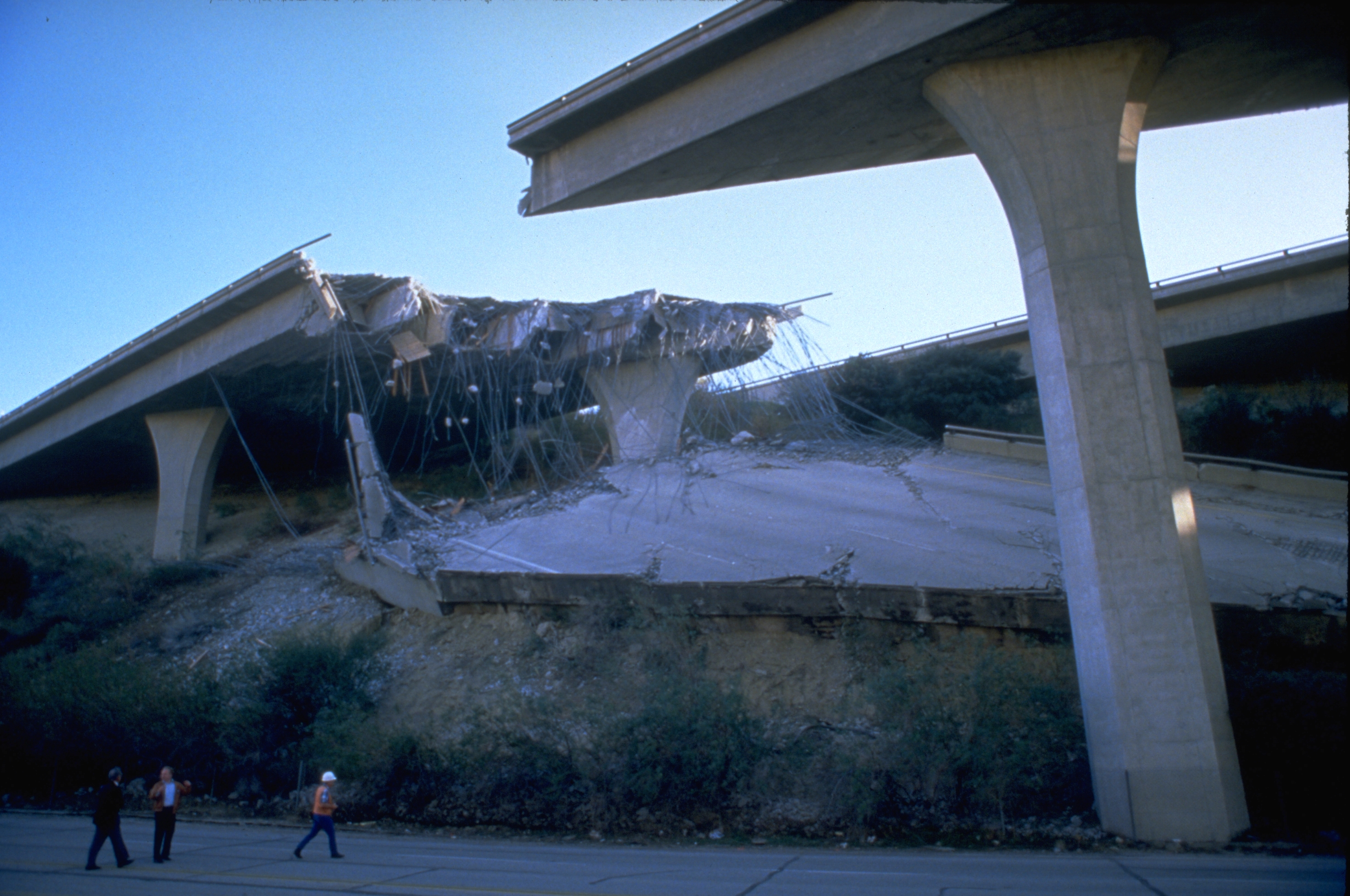
Обрушение Автострады Голден Стэйт в Гэвин-Каньон

Землетрясение привлекло внимание общественности ввиду повреждения обширной сети автострад. Обрушение эстакад привело к закрытию некоторых участков автострады Санта-Моники, автострады в долине Антилопы, автострады в долине Сими и автострады Голден Стэйт. Наибольшие неудобства вызвало закрытие автострады Санта-Моника, межштатной автомагистрали I-10, проходящей через Бульвар Ла-Сиенега — самой оживлённой автострады в Соединённых Штатах. Джеймс Робертс (30.11.1930 — 06.07.2006) был главным инженером-мостостроителем в Калифорнийском департаменте транспорта, и был ответственным за программу сейсмоусиления до конца своих дней.
В течение трёх месяцев автомобилисты были вынуждены пользоваться объездными путями и близлежащими дорогами, пока автострада ремонтировалась. Дальше к северу рухнула развязка Ньюхолл-Пасс между автомагистралью I-5 и автострадой в долине Антилопы. В 1971 году эта развязка пострадала в результате землетрясения в Сильмаре, но затем была восстановлена с незначительными улучшениями элементов конструкции. Один человек погиб при обрушении этой развязки: офицер полиции Лос-Анджелеса Кларенс Уэйн Дин, управляя мотоциклом, упал в 40 футах от повреждённой развязки вместе со своим мотоциклом. Из-за темноты он, вероятно, не осознавал, что эстакада под ним обрушилась, не смог вовремя остановиться, и мгновенно погиб. Когда год спустя развязка была восстановлена, её переименовали в его честь в «Мемориальную развязку Кларенса Уэйна Дина».
Железнодорожное сообщение также было ненадолго прервано, с поэтапным восстановлением сервисов компаний Amtrak и Metrolink после землетрясения. Перебои с автомобильным транспортом подстегнули Metrolink к экспериментам с обслуживанием станции Камарильо в феврале и Окснард в апреле 1994 года, которые и сегодня обслуживаются в составе линии округа Вентура. Во время перерыва Metrolink арендовал оборудование у Amtrak, Caltrain из Сан-Франциско и у компании GO Transit из Торонто (Канада), для того, чтобы справиться с внезапным пассажиропотоком. Amtrak прекратил обслуживание пассажиров на ветке Пасадена после того, как были обнаружены повреждения железнодорожного моста в Аркейдии и перенаправил все железнодорожные перевозки через Риверсайд и Фуллертон. Все автобусные линии MTA работали с объездами и задержками в день землетрясения. Международный аэропорт Лос-Анджелеса был закрыт на 2 часа в качестве меры предосторожности. Были закрыты и другие аэропорты в районе катастрофы: Голливуд-Бербанк и Ван-Найс, где пострадала диспетчерская вышка. Аэропорт был открыт поэтапно после землетрясения.

### Учебные учреждения

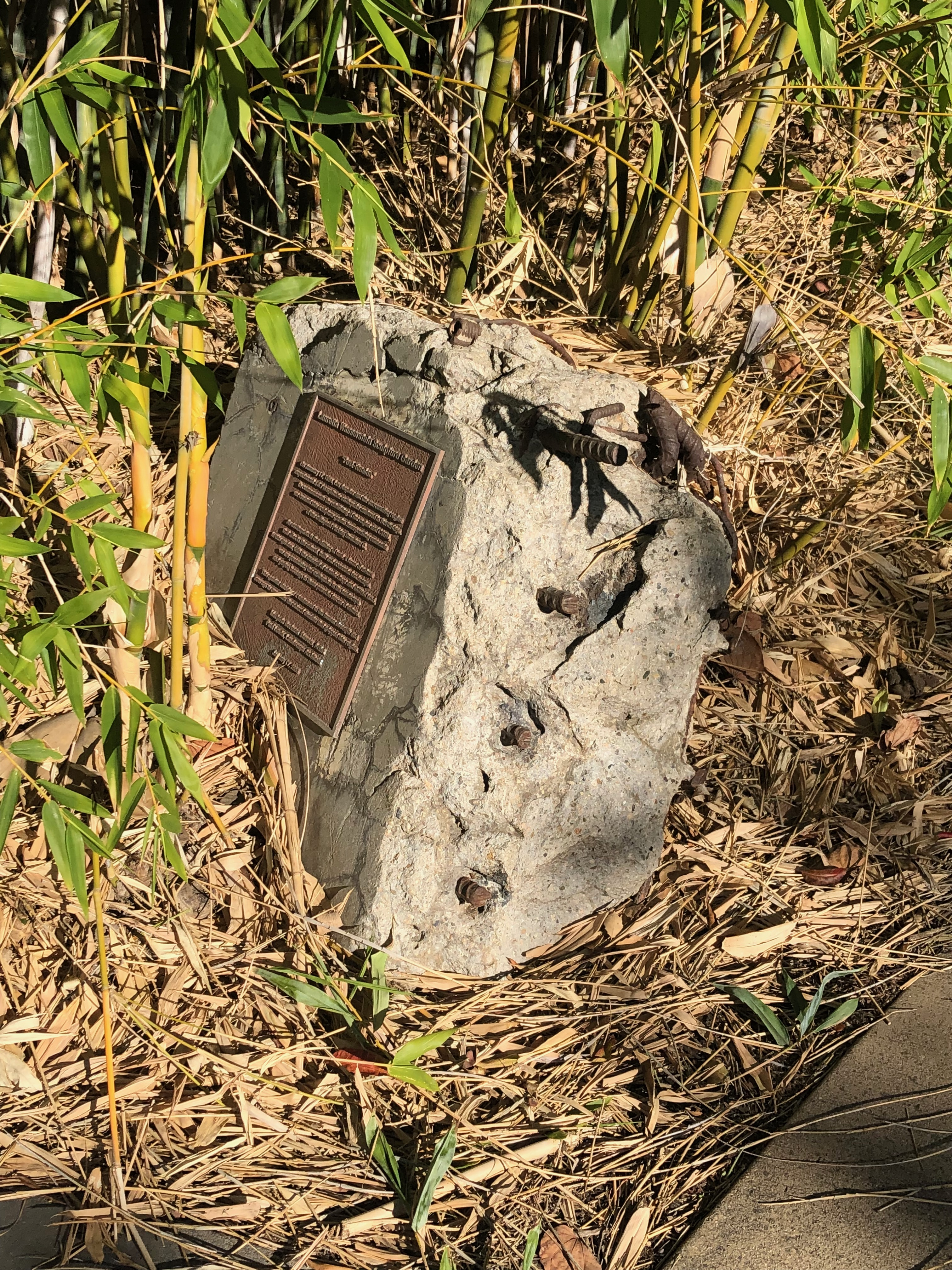
«Землетрясение — это перемещение земли, сила природы, которая влияет на природный, антропогенный и экономический ландшафт» Лоретта Вассерштайн, сад скульптур

В Валенсии были повреждены здания Калифорнийского института искусств, поэтому занятия были перенесены в близлежащий испытательный центр Локхид до конца 1994 года. Объединённый школьный округ Лос-Анджелеса закрыл местные школы по всему району на неделю. Калифорнийский университет в Лос-Анджелесе и другие местные университеты также были закрыты. Несколько старых зданий кампуса Университета Южной Калифорнии также получили повреждения, но занятия проводились в соответствии с графиком.
Университет штата Калифорния в Нортридже (CSUN) был ближайшим учебным заведением к эпицентру. Многие здания кампуса были сильно повреждены, а парковка обрушена. Многие занятия проводились во временных помещениях. Землетрясение в Нортридже в 1994 году сильно повлияло на кампус университета, повредив большую часть его инфраструктуры и вызвав многочисленные пожары и взрывы по всему кампусу. Землетрясение повредило несколько зданий, а также разрушило телефонные линии и привело к отключению компьютерных систем. В результате землетрясения погибли два студента университета в комплексе Northridge Meadows вместе с 14 другими жителями. Начало весеннего семестра 1994 года было отложено на две недели.
В кампусе невозможно было использовать ни одну из классных комнат из-за ущерба, нанесённого зданиям. Библиотека Овиатта получила повреждения как изнутри, так и снаружи, но центральная часть здания выдержала удары стихии, что позволило ученикам продолжить работу. Тем не менее, кампус всё ещё был открыт, а занятия проводились в мобильных классах и мобильных офисах. Президент университета, Бленда Уилсон, организовала аренду большого количества трейлеров и мобильных домов, в которых размещались классы и административные помещения. Зачисление сократилось примерно на 1000 студентов. Общежития требовали ремонта и были закрыты из-за повреждений, которые делали их небезопасными. На ремонт зданий и сооружений кампуса было выделено около 350 миллионов долларов.
Университет получил финансовую помощь от Фонда Маккарти, Фонда Британского содружества и Фонда Юнион Банка. Кроме того, кампус получил чек на 23 000 долларов от издания Los Angeles Times Valley Edition для факультета журналистики. Университет также получил помощь от правительственных учреждений FEMA и OES, для поддержки усилий по восстановлению после землетрясения. Калифорнийский университет в Лос-Анджелесе и Колледж Пирс позволили студентам CSUN пользоваться своими библиотеками, и предоставляли автобусы для студентов.

### Спорт
Мемориальный колизей Лос-Анджелеса и бывший стадион Лос-Анджелес Мемориал Спорт Арена получили незначительные повреждения.
Разрушения произошли в том числе в 80 км к юго-востоку от эпицентра, в Анахайме, где на стадионе Энджел на зрительские трибуны рухнуло табло, площадью около 74 м2 и весом 17,5 тонн. Стадион в это время был свободен.
«Лос-Анджелес Клипперс» (НБА) отложили три домашних игры или перенесли их в другие места. Игра против «Сакраменто Кингз» была отложена, игра против «Кливленд Кавальерс» была перенесена на «Форум» (тогда это была домашняя арена «Лос-Анджелес Лейкерс»), а игра против «Нью-Йорк Никс» была перенесена в Арроухед-Понд (ныне «Хонда-центр») в Анахайме.

## Освещение в СМИ
Радио- и телестанции Лос-Анджелеса ненадолго перестали вести трансляции, но вскоре возобновили работу в эфире.
Аффилированная с NBC компания KNBC была первой телевизионной станцией, вышедшей в эфир с сюжетом о землетрясении. Репортёры и ведущие: Кент Шокнек, Коллин Уильямс, Чак Генри и Джо Рико вели специальные репортажи в течение утра. Другие станции: KTLA, KCAL, KCBS и KABC в эфир утром не выходили, но в течение дня на этих станциях специальные репортажи вели: Стэн Чамберс и Хэл Фишман из KTLA, Лаура Диас и Гарольд Грин из KABC, Джон Берд из KTTV и Трития Тойота из KCBS.
Радиостанции, такие как KFI, KFWB и KNX, были в эфире во время основного сейсмического удара, вызывая сильную статичность в эфире. Ведущие утреннего шоу Кевин и Бин на радио KROQ-FM попросили людей оставаться на улице. В утреннем Шоу Марка и Брайана на KLOS ведущие рассказали жителям Лос-Анджелеса о текущей ситуации.
В течение дня сводки о землетрясении появились в лентах мировых новостных агентств.

## Работа общественных учреждений
Почтовая служба Соединённых Штатов приостановила обслуживание в районе Лос-Анджелеса на несколько дней. Публичная библиотека Лос-Анджелеса закрыла большинство своих филиалов. Мэрия Лос-Анджелеса не пострадала. Мэр Лос-Анджелеса Ричард Риордан объявил чрезвычайное положение и ввёл комендантский час. Губернатор штата Калифорния Пит Уилсон и президент Билл Клинтон посетили Лос-Анджелес с рабочим визитом. Архиепархия Лос-Анджелесского собора св. Вибианы была серьёзно повреждена и прекратила свою деятельность, пока в 2002 году не был построен новый собор. Во время землетрясения было повреждено жилое здание Церкви На Пути, которая находится рядом с эпицентром. Парад в честь Дня Мартина Лютера Кинга-младшего, запланированный на 17 января, не состоялся.

## Последствия

### Нарушение образа жизни
В результате землетрясения дома многих жителей долины Сан-Фернандо либо были полностью разрушены, либо получили повреждения, слишком серьёзные для того, чтобы продолжать жить в них без ремонта. Хотя подавляющее большинство домов в этом районе, за исключением нескольких отдельных районов, были пригодны для проживания, многие люди боялись повторных сейсмических толчков. Многие жители предпочитали оставаться в приютах или жить с друзьями и семьёй за пределами этого района в течение нескольких недель после землетрясения.
Хотя многие предприятия оставались закрытыми в последующие дни после землетрясения, некоторые объекты инфраструктуры не могли быть восстановлены в течение нескольких месяцев, даже лет спустя. Продолжительность ежедневных поездок для многих водителей в последующие недели была значительно увеличена, особенно для тех, кто передвигался между Санта-Кларитой и Лос-Анджелесом, а также пользователей I-10, едущих в Вестсайд и обратно. Кроме того, многие предприятия были вынуждены переехать или использовать временные объекты. Некоторые люди временно переезжали ближе к своей работе, в то время как их дома или кварталы восстанавливались и перестраивались.

### Изменения законодательства
Землетрясение в Нортридже привело к ряду законодательных изменений. Из-за большой суммы, потерянной страховыми компаниями, большинство страховых компаний либо прекратили предлагать, либо серьёзно ограничили страхование от землетрясения в Калифорнии. В ответ Законодательное собрание Калифорнии создало Управление по землетрясениям в Калифорнии (CEA) — публично управляемую, но финансируемую из частных источников организацию, которая предлагает минимальное страховое покрытие жилых домов от землетрясений. Также были предприняты значительные усилия для укрепления автострад и мостов от сейсмических колебаний. В 1995 году был принят закон, требующий, чтобы нагревательные приборы были должным образом закреплены.

### Обновление строительных норм

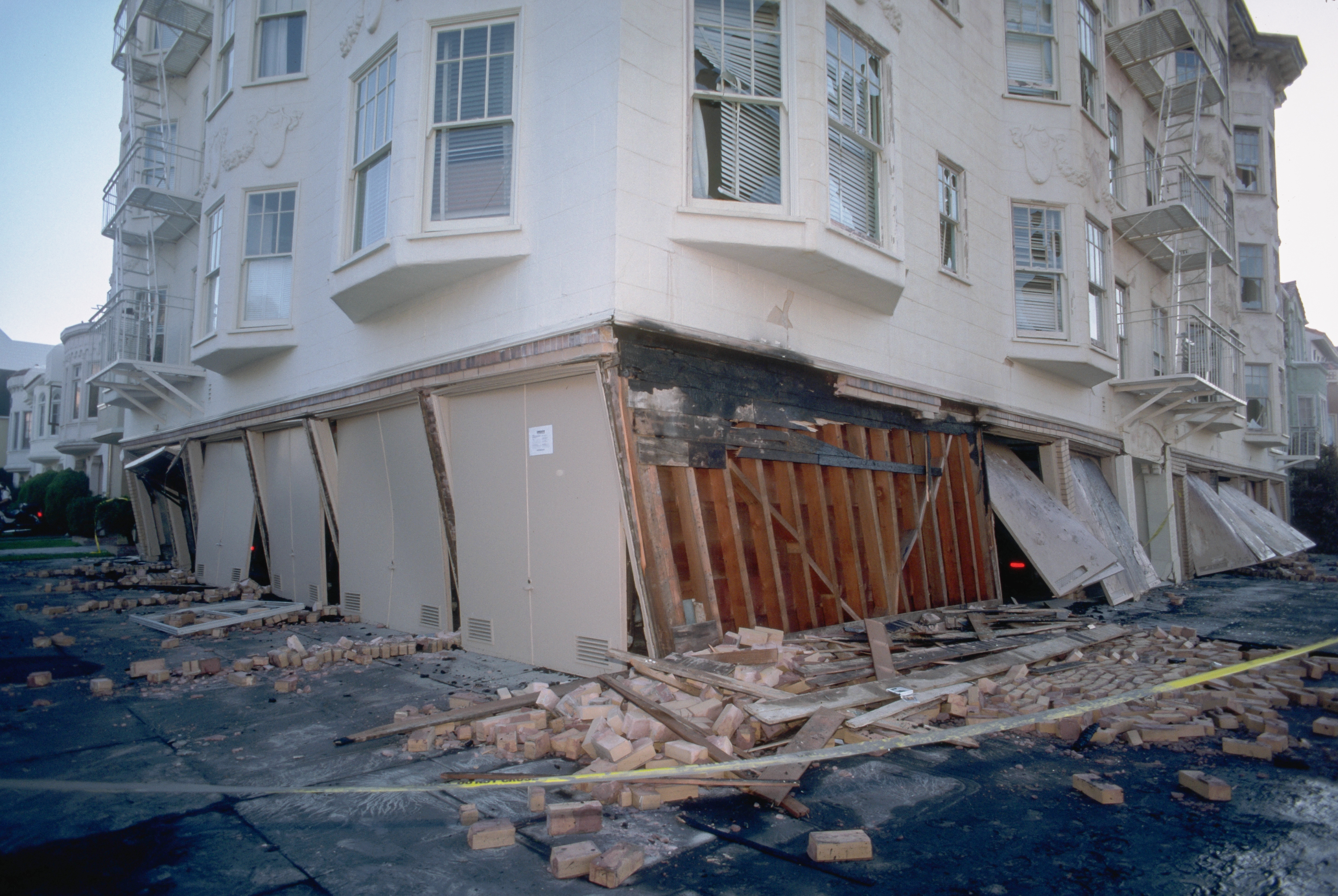
Частично разрушенное здание из-за недостаточной прочности на сдвиг на уровне земли. Землетрясение Лома-Приета

Из-за известной сейсмической активности в Калифорнии строительные нормы и правила предписывают строительство сейсмостойких зданий и сооружений. Однако причинённый ущерб показал, что некоторые структурные характеристики не работали должным образом. После землетрясения строительные нормы и правила были пересмотрены.
С каждым сильным землетрясением приходит новое понимание того, как здания реагируют на них. Достижения в области технологий, связанных с системами испытаний, программным обеспечением для проектирования и сейсмического моделирования, структурными связями, конструктивными формами и системами, стойкими к сейсмическим воздействиям, значительно ускорились со времен Нортриджского землетрясения. Множество строительных форм и систем были признаны не сейсмостойкими. В качестве примера можно привести ранее популярные многоквартирные дома типа «soft-story». Эти здания обычно выглядят как трёхэтажные корпуса, построенные на узком участке, где два верхних этажа нависают над нижним этажом и опираются на колонны так, что под ними можно припарковать автомобили. Поскольку нижний уровень таких зданий является неустойчивым, верхняя часть может качаться и упасть. В настоящее время не разрешается строить здания с деревянными перекрытиями, выступающими более чем на 15 % за опорные стены или другие опорные элементы, противостоящие боковой нагрузке. Это обычно приводит к свесам, не превышающим 90—120 см, по сравнению со свесами 6—12 м, которые строились ранее. Если архитектор всё же желает возвести проект такого типа, то колонны должны быть заменены на стальную раму с жёсткой боковой конструкцией.

## Комментарии
1. ↑  Землетрясение в сдвиге породы, не выходящем на поверхность[англ.]